# Sương mù mỏng

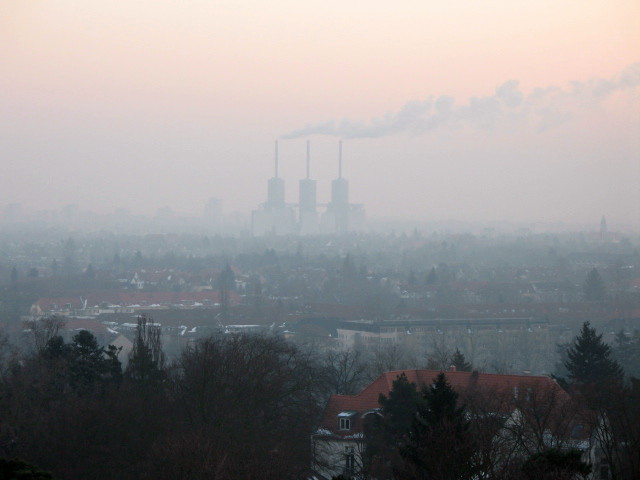
Trạm điện nhìn qua sương mù mỏng.

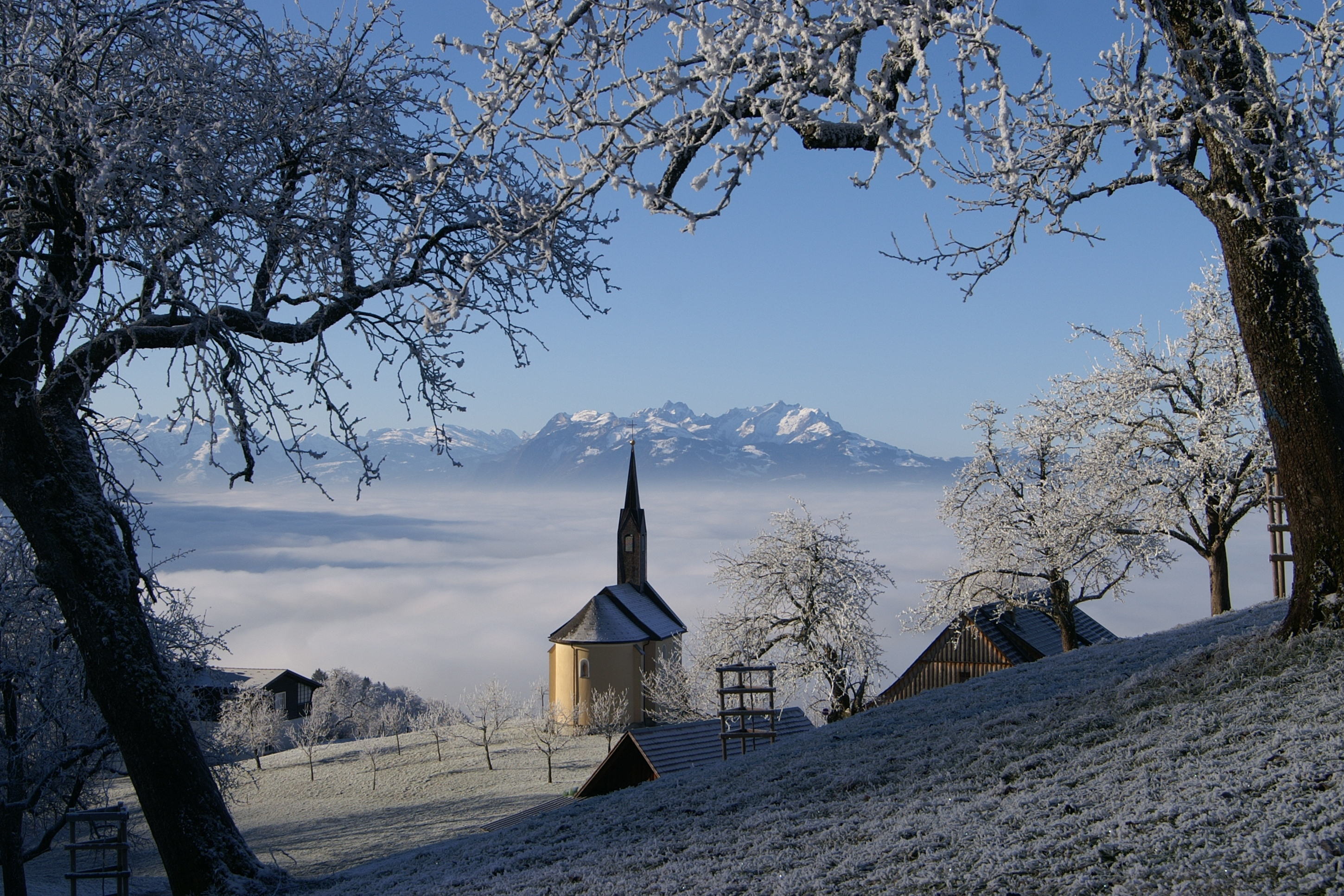
Sương mù mỏng gần biên giớ Liên minh châu Âu-Thụy Sĩ vào tháng 12 năm 2006.

Sương mù mỏng hay làn sương khói hay bạc vụ là hiện tượng do những giọt nước nhỏ lơ lửng trong không khí tạo thành. Về mặt vật lý, nó là một ví dụ về sự phân tán. Nó thường thấy nhất ở những nơi mà không khí nóng ẩm gặp sự làm lạnh đột ngột, chẳng hạn như trong trường hợp hơi thở ra vào mùa đông, hoặc khi dội nước lên mặt bếp nóng của phòng tắm hơi. Nó có thể được tạo ra theo cách nhân tạo bằng các bình xịt khí dung nếu điều kiện độ ẩm và nhiệt độ phù hợp. Nó cũng có thể xảy ra như một phần của thời tiết tự nhiên, như khi không khí ẩm nhanh chóng lạnh đi, ví dụ như khi không khí tiếp xúc với các bề mặt lạnh hơn nhiều so với chính không khí. Sự hình thành sương mù mỏng, cũng giống như các huyền phù khác, được các điểm tạo mầm mà tại đó nước ở pha lỏng lơ lửng có thể đông tụ hỗ trợ rất nhiều. Do đó, ngay cả những nguồn bất thường như các hạt nhỏ từ phun trào núi lửa, giải phóng các khí phân cực mạnh (như hydro fluoride) và ngay cả các ion từ quyển gắn với cực quang trong điều kiện thích hợp có thể kích hoạt sự hình thành sương mù mỏng và có thể làm cho các tấm gương dường như bị sương mù che phủ. Không nên nhầm lẫn sương mù mỏng trên gương với sự ngưng tụ vì chúng rất khác nhau. Sương mù mỏng là tập hợp các giọt nước lơ lửng còn ngưng tụ là những giọt nước được tạo ra từ sự chuyển pha của nước từ trạng thái hơi sang trạng thái lỏng. Sương mù mỏng thường bị nhầm với sương mù, một hiện tượng khác của khí tượng, do các giọt nước nhỏ hay tinh thể băng lơ lửng trong không khí, giống như một đám mây tầng nằm sát mặt đất. Hai hiện tượng này là khác nhau, nhưng có một số điểm chung. Các quá trình tương tự tạo thành sương mù mỏng và sương mù. Sương mù dày đặc hơn và thường tồn tại lâu hơn, còn sương mù mỏng như tên gọi của nó gợi ý, là mỏng hơn, trong suốt hơn và thường không tồn tại lâu.

## Mô tả
Mây che phủ thường được gọi là "sương mù mỏng" khi gặp trên núi, trong khi hơi ẩm lơ lửng trên một vùng nước hoặc vùng đầm lầy thường được gọi là "sương mù". Một điểm khác biệt giữa sương mù mỏng và sương mù là tầm nhìn. Tại Hoa Kỳ, hiện tượng này được gọi là sương mù nếu tầm nhìn từ 1,0 km (5/8 dặm) trở xuống, còn từ 1,0 (5/8 dặm) đến dưới 1,408 km (7/8 dặm) được gọi là sương mù mỏng.
Trong hàng không dân dụng, theo quy định của ICAO thì khi tầm nhìn từ 1 km trở xuống là sương mù, còn khi tầm nhìn trong khoảng 1–5 km thì gọi là sương mù mỏng.
Sương mù tạo ra một chùm sáng có thể nhìn thấy từ bên thông qua khúc xạ và tán xạ tại các giọt nước nhỏ lơ lửng.
"Sương mù mỏng Scotch" là một tên gọi để chỉ cơn mưa phùn nhẹ đều đều.
Sương mù mỏng thường xuất hiện gần bờ biển và thường gắn với sương mù. Sương mù mỏng có thể ở cao tới đỉnh núi khi nhiệt độ cực thấp.

## Tuyết
Sương mù mỏng băng là tương tự như sương mù băng (khi sương mù xuất hiện ở nhiệt độ dưới 0 °C (32 °F), nó được gọi là sương mù băng), nhưng mật độ là nhỏ hơn và tầm nhìn là lớn hơn.

## Thư viện ảnh

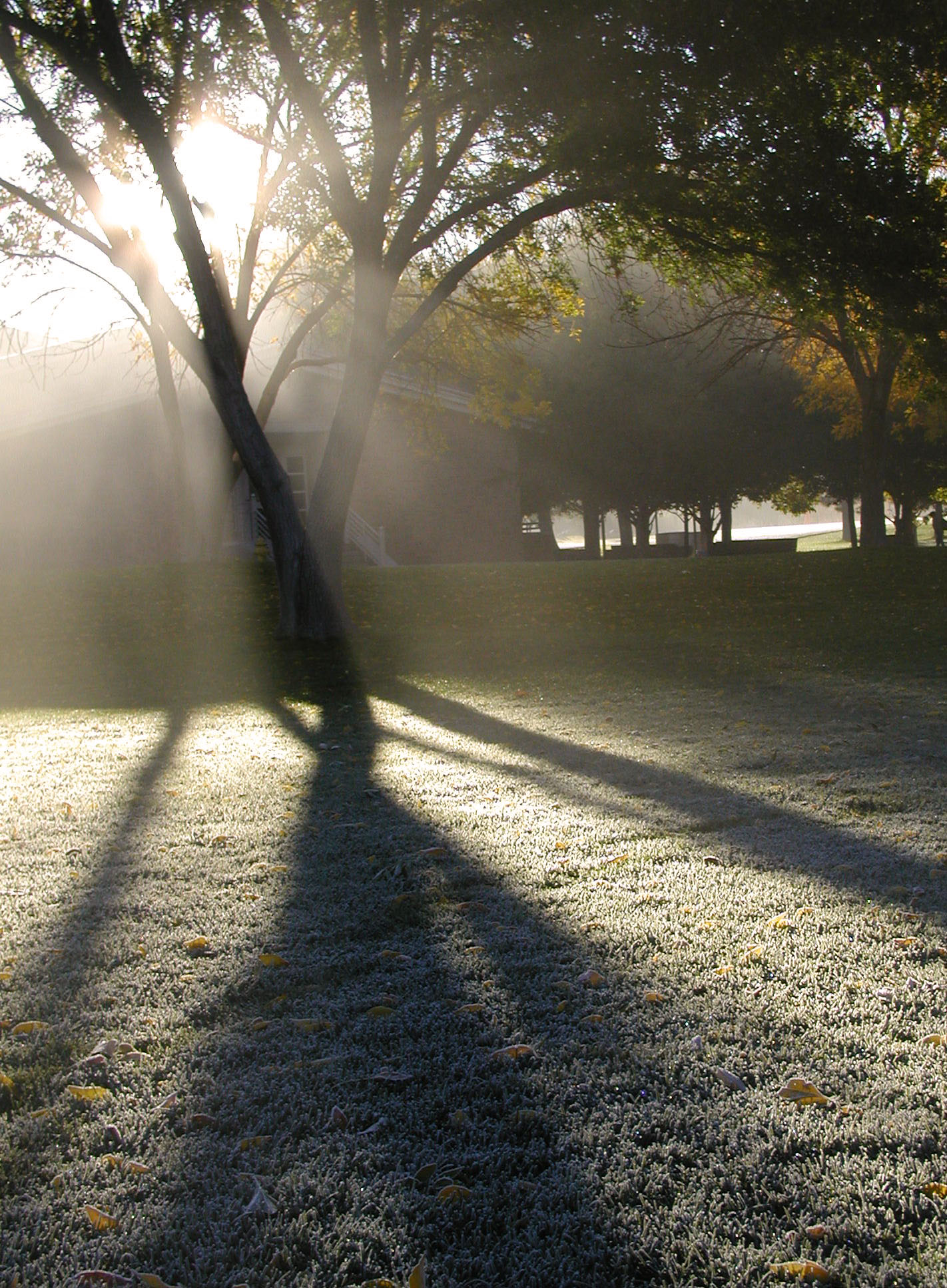
Ánh nắng chiếu qua sương mù mỏng vào một buổi sáng mùa đông mát lạnh. Australia
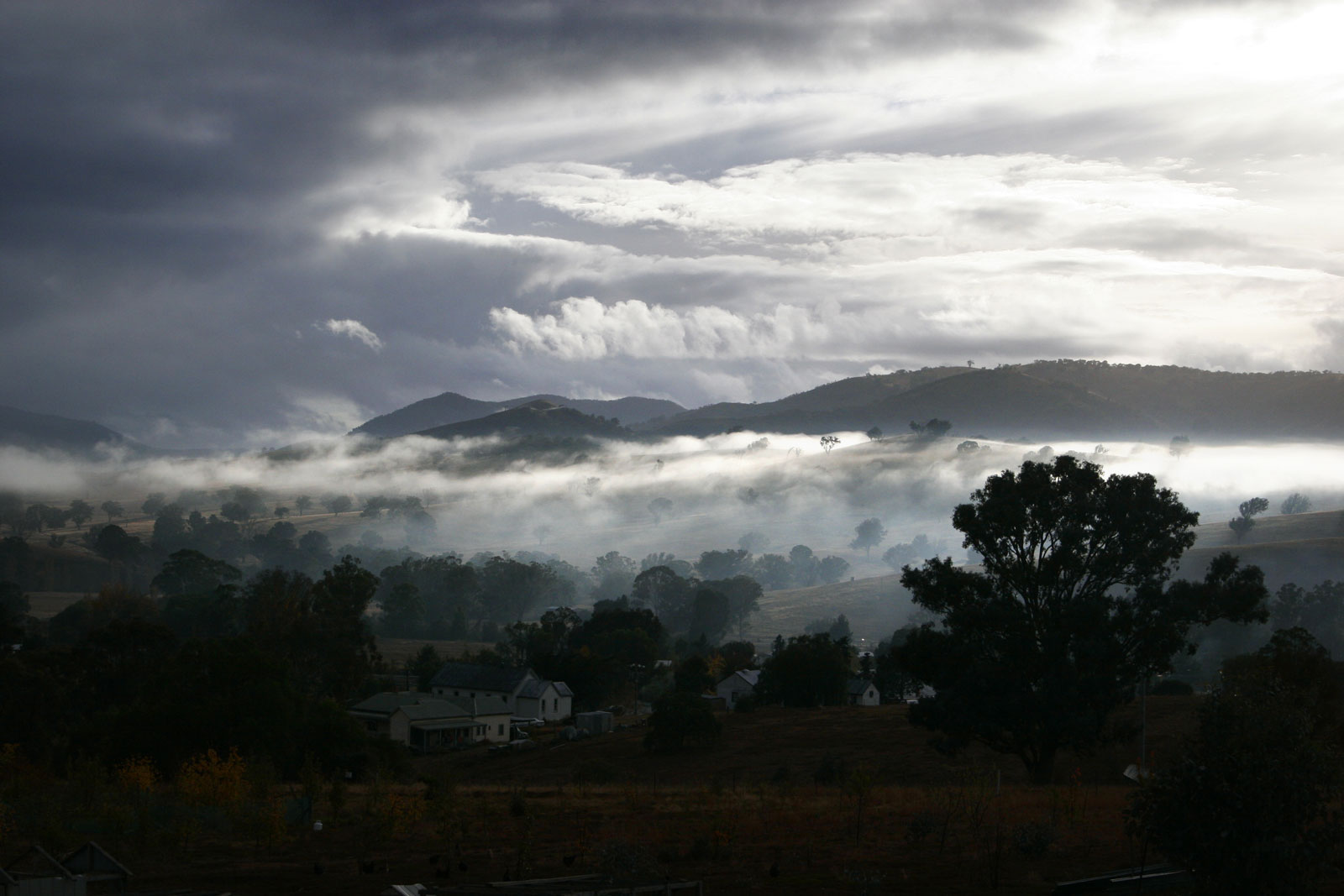
Sương mù mỏng vào buổi sáng tại Swifts Creek, Australia.
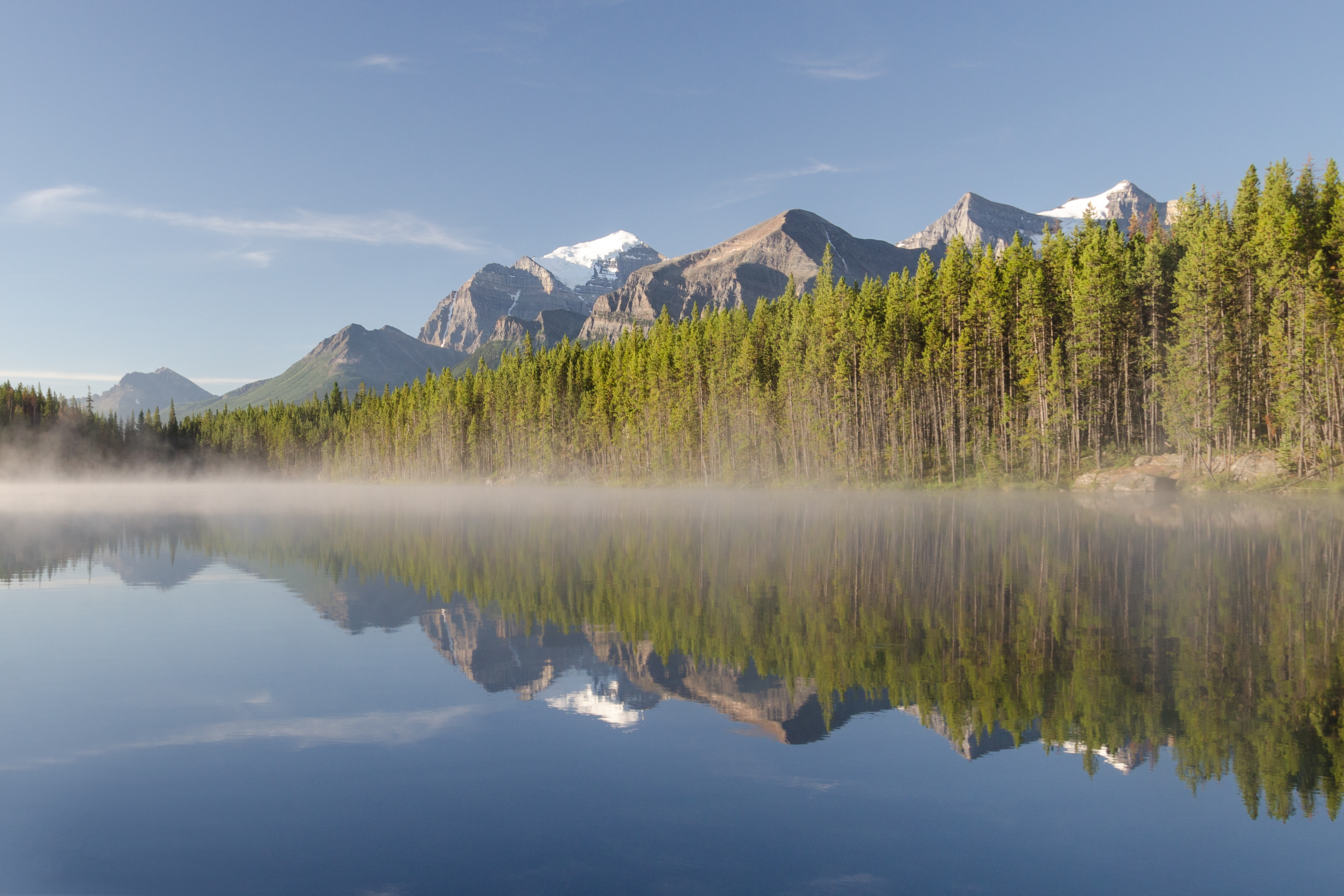
Sương mù mỏng trên hồ Herbert, Alberta, Canada.
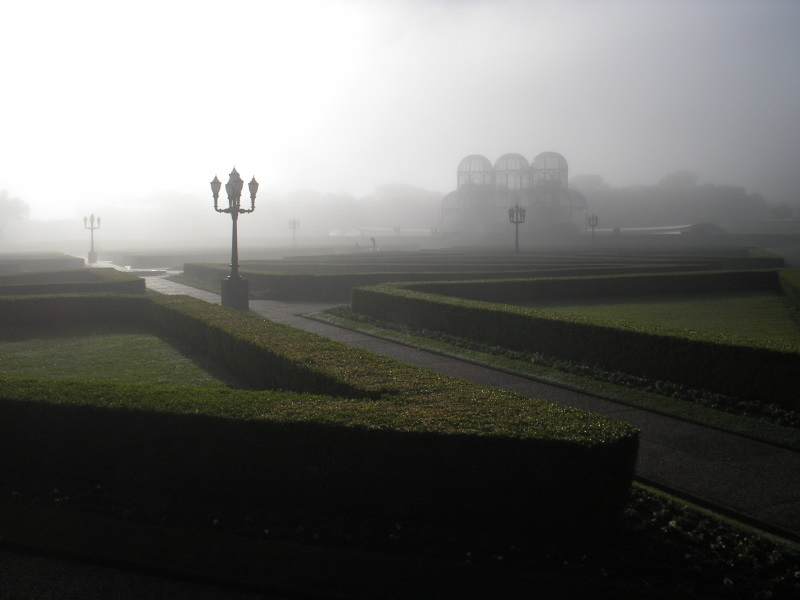
Sương mù mỏng tại Curitiba, Brasil.
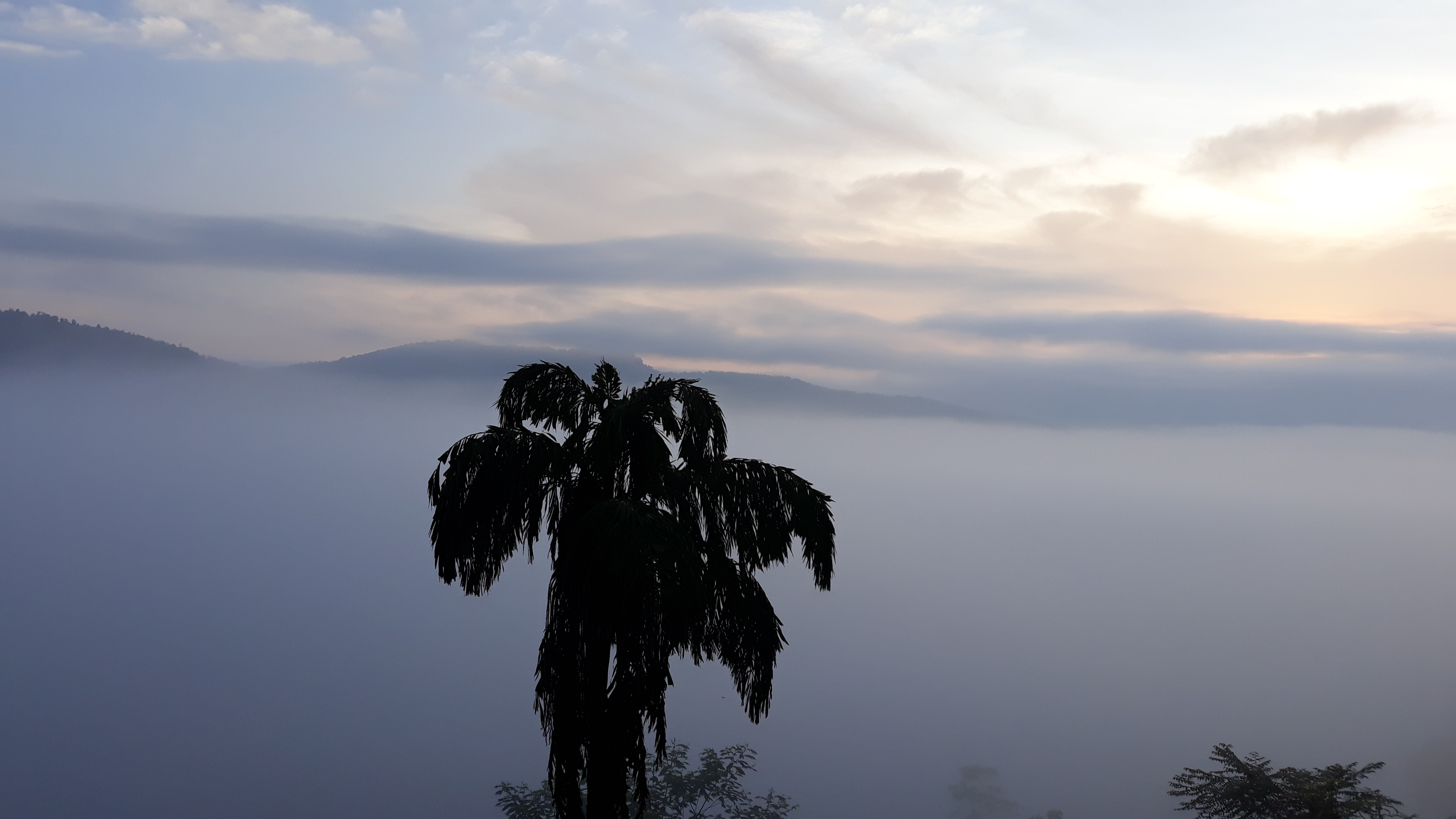
Sương mù mỏng tại Labugama, tỉnh Tây, Sri Lanka.